# Hans Sebald Lautensack
Hans Sebald Lautensack (Norimberga, 1524 ca. – Vienna, 1563) è stato un pittore tedesco.

## Biografia
Figlio del pittore Paul Lautensack, originario di Bamberga, si trasferì con i genitori a Norimberga, dove rimase per la maggior parte della vita. A Vienna, dove si era stabilito poco prima di morire, pubblicò un Libro dei Tornei ornato con incisioni su legno e acqueforti (1560).
I suoi paesaggi, in cui si riscontra il ricordo di Albrecht Altdorfer, e alcuni suoi ritratti eseguiti a bulino e ad acquaforte con notevole finezza e precisione, rivelano un temperamento sorprendentemente pre-romantico.